# Bob's Burgers
Bob's Burgers è una sitcom animata statunitense, creata da Loren Bouchard nel 2011 per la rete televisiva Fox. La serie si concentra sui componenti della famiglia Belcher, formata dai genitori Bob e Linda e i loro figli Tina, Gene e Louise, che gestiscono un ristorante fast food di hamburger.
Prodotta e distribuita in associazione con la 20th Television, la serie ha ricevuto recensioni contrastanti da parte dalla critica durante la sua prima stagione, mentre le stagioni successive hanno ricevuto feedback critici più positivi rispetto alla prima stagione. Le repliche della serie vengono trasmesse dal 23 giugno 2013 su Adult Swim, blocco di programmazione a tarda notte di Cartoon Network, mentre il syndication nelle stazioni locali dal settembre 2015.
Dal settembre 2014, grazie a Dynamite Entertainment, viene pubblicata anche una serie a fumetti basata sulla serie. Il 12 maggio 2017 è stato pubblicato un album di colonne sonore sempre basato sulla serie.
Nel 2013, TV Guide ha classificato Bob's Burgers tra i 60 migliori cartoni animati TV di tutti i tempi. La serie è stata nominata per diversi premi tra cui l'Emmy Award per il miglior programma animato, per sette volte consecutive, vincendo nel 2014 e nel 2017.
Il 7 ottobre 2015, Fox ha rinnovato la serie per una settima e un'ottava stagione. Un adattamento cinematografico basato sulla serie è stato annunciato per il 17 luglio 2020. Il 27 marzo 2018 è stata rinnovata per una nona stagione, andata in onda dal 30 settembre 2018. Il 12 febbraio 2019, viene rinnovata anche per una decima stagione e il 12 maggio 2020 per un'undicesima stagione.
L'edizione italiana della serie è andata in onda su Fox a partire dal 21 agosto 2011. Dalla quarta alla nona stagione va in onda su Fox Animation. A partire dalla decima stagione la serie viene pubblicata su Disney+.

## Trama
Bob's Burgers racconta le avventure quotidiane di una famiglia alle prese con la gestione di un ristorante. Bob, il proprietario, ha intrapreso l'attività di ristoratore e, nonostante sappia cavarsela bene ai fornelli, non ha la minima idea di come si gestisca un'azienda e di come si curino i rapporti con i clienti.
Il resto della famiglia è composto da Linda, vicina al marito nella buona e cattiva sorte, Tina, la figlia maggiore, Gene, l'unico figlio maschio e Louise, la figlia minore.

## Episodi
| Stagione                 | Episodi | Prima TV USA | Prima TV Italia |
| ------------------------ | ------- | ------------ | --------------- |
| Prima stagione           | 13      | 2011         | 2011            |
| Seconda stagione         | 9       | 2012         | 2012            |
| Terza stagione           | 23      | 2012-2013    | 2013-2014       |
| Quarta stagione          | 22      | 2013-2014    | 2014-2015       |
| Quinta stagione          | 21      | 2014-2015    | 2015            |
| Sesta stagione           | 19      | 2015-2016    | 2016            |
| Settima stagione         | 22      | 2016-2017    | 2017            |
| Ottava stagione          | 21      | 2017-2018    | 2018            |
| Nona stagione            | 22      | 2018-2019    | 2019            |
| Decima stagione          | 22      | 2019-2020    | 2022            |
| Undicesima stagione      | 22      | 2020-2021    | 2021            |
| Dodicesima stagione      | 22      | 2021-2022    | 2022            |
| Tredicesima stagione     | 22      | 2022-2023    | 2023            |
| Quattordicesima stagione | 16      | 2023-2024    | 2025            |
| Quindicesima stagione    | 20      | 2024-2025    |                 |

## Personaggi

### Famiglia Belcher

Immagine tratta dalla serie

- Robert "Bob" Belcher Jr. (stagioni 1-in corso), voce originale di H. Jon Benjamin, italiana di Roberto Stocchi (st. 1-10x11), Mino Caprio (st. 10x12-14x11) e Emanuele Durante (st. 14x12+).
Marito di Linda e padre di Tina, Gene, e Louise, è il protagonista della serie e titolare dell'omonimo ristorante, butta anima e corpo nella sua attività, spesso però non ottenendo i risultati sperati.
- Linda Belcher (stagioni 1-in corso), voce originale di John Roberts, italiana di Davide Lepore.
Moglie di Bob e madre di Tina, Gene, e Louise, è una donna sensibile e sempre pronta a sperimentare nuove e bizzarre iniziative per promuovere il ristorante.
- Tina Ruth Belcher (stagioni 1-in corso), voce originale di Dan Mintz, italiana di Alessio Puccio.
Figlia maggiore dei Belcher, lavora part-time al ristorante. È un'adolescente molto insicura e introversa, ha una forte tendenza ad invaghirsi di uomini molto più grandi di lei, sebbene nutra una passione spesso celata per il figlio del gestore del ristorante concorrente a quello di suo padre.
- Gene Belcher (stagioni 1-in corso), voce originale di Eugene Mirman, italiana di Alessio De Filippis.
Unico figlio maschio dei Belcher. Aspirante musicista e appassionato di cabaret, è un ragazzino intraprendente, cerca spesso l'apprezzamento del padre, che però quasi mai avalla le sue idee.
- Louise Belcher (stagioni 1-in corso), voce originale di Kristen Schaal, italiana di Perla Liberatori.
La componente dei Belcher più giovane. Indossa perennemente un cappello rosa stilizzato a forma di orecchie di coniglio. Ha un senso dell'umorismo insolito e talvolta macabro.

### Personaggi secondari
- Hugo Habercore (stagioni 1-in corso), voce originale di Sam Seder, italiana di Gianluca Crisafi.
Ex-fidanzato di Linda che ora svolge il lavoro di ispettore sanitario. È ancora innamorato di Linda e perseguita Bob per ripicca.
- Jimmy Pesto (stagioni 1-in corso), voce originale di Jay Johnston (st. 1-11) e Eric Bauza, italiana di Stefano Brusa.
Rivale in affari di Bob, gestisce una pizzeria di successo. Ha 3 figli e nell'episodio Burger Wars viene svelato che il suo vero cognome è Poplopovich[16].
- Mr. Calvin Fischoeder (stagioni 1-in corso), voce originale di Kevin Kline, italiana di Pieraldo Ferrante (ep. 1×06), Stefano Mondini (st. 1-10), Teo Bellia (st. 2) e Valerio Garbarino (st. 11+).
L'eccentrico padrone di casa di Bob e gestisce la maggior parte delle attività cittadine (legali e non). Veste sempre di bianco e porta una benda sull'occhio sinistro.
- Teddy (stagioni 1-in corso), voce originale di Larry Murphy, italiana di Teo Bellia.
Il miglior cliente di Bob, nonché suo migliore amico. Svolge la professione di tuttofare ed è divorziato.
- Mort (stagioni 1-in corso), voce originale di Andy Kindler, italiana di Enrico Di Troia.
L'altro fedelissimo cliente di Bob e amico di famiglia dei Belcher. Gestisce l'impresa di pompe funebri di fianco al ristorante.
- Gayle (stagioni 1-in corso), voce originale di Megan Mullally, italiana di Sophia De Pietro (st. 1-9) e Valentina De Marchi (st. 10+).
La sorella minore di Linda. Appassionata di gatti (ne ha molti a casa sua), ha una travagliata vita sentimentale. Linda è sempre estremamente protettiva nei suoi confronti.
- Jimmy Pesto Jr. (stagioni 1-in corso), voce originale di H. Jon Benjamin, italiana di Sacha Pilara.
Il figlio maggiore di Jimmy Pesto e adora ballare. Tina ha una cotta per lui, che in certi episodi pare ricambiare.
- Andy e Ollie Pesto (stagioni 1-in corso), voci originali di Sarah Silverman e Laura Silverman.
Sono i 2 figli minori di Jimmy Pesto. Sono gemelli e fanno sempre tutto insieme. Sono anche molto amici di Louise.
- Zeke (stagioni 2-in corso), voce originale di Bobby Tisdale, italiana di Patrizia Salerno. 
Miglior amico di Jimmy Jr., è un ragazzo robusto figlio di genitori separati.
- Mr. Phillip Frond (stagioni 1-in corso), voce originale di David Herman, italiana di Alberto Caneva.
Lo psicologo della scuola. È molto emotivo e nella sesta stagione si scoprirà che ha un relazione con Gayle.
- Ron (stagioni 1-in corso), voce originale di Ron Lynch, italiana di Raffaele Palmieri.
L'assistente di Hugo e a differenza di lui, prova simpatia per i Belcher.
- Dr. Yap (stagioni 2-in corso), voce originale di Ken Jeong.
Il dentista dei Belcher. Come molti maschi, è oggetto dell'interesse di Tina.
- Marshmallow (stagioni 1-in corso), voce originale di David Herman, italiana di Nicola Braile.
Una travestita di colore che compare spesso nella serie, senza però avere dei ruoli rilevanti.
- Tammy Larsen (stagioni 2-in corso), voce originale di Jenny Slate, italiana di Chiara Oliviero.
Una ragazzina molto furba e disonesta, spesso coinvolgerà l'ingenua Tina nelle sue malefatte (come marinare la scuola).
- Rudy (stagioni 3-in corso), voce originale di Brian Huskey, italiana di Teo Achille Caprio.
Compagno di classe di Louise, nonché suo migliore amico. Ha bisogno di usare l'inalatore ogni due ore per via del suo asma.

- Felix Fischoeder (stagioni 3-in corso), voce originale di Zach Galifianakis, italiana di Enrico Di Troia (st. 1-8) e Luca Graziani (st. 9+)
Il fratello minore di Calvin. Come affermato in un episodio, è stato lui a togliere l'occhio sinistro a suo fratello. Ha inoltre cercato di uccidere Bob e suo fratello legandoli ad un pilastro del molo durante l'alta marea. In un altro episodio è stato ingaggiato dal fratello per risolvere i problemi nel bagno del ristorante di Bob, finendo con lo stravolgere la stanza.
- Robert "Big Bob" Belcher Sr. (stagioni 5-in corso), voce originale di Bill Hader e Eric Bauza, italiana di Giorgio Locuratolo.
Padre di Bob e nonno di Tina, Gene e Louise. Ha sempre ritenuto suo figlio un fallimento anche se si ricrederà quando Bob lo batterà in una gara di ristorazione.

## Produzione

### Prova del concetto

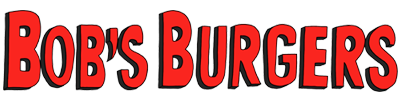
Logo della serie

Prima che lo show venisse trasmesso, il team della serie ha creato una prova del concetto, così la Fox sapeva cosa aspettarsi se avesse acquistato la serie. Lo show attuale non ha mai usato una parola che dovesse essere censurata dalla rete. La prova del concetto alla fine si trasformò nell'episodio pilota. Aveva la stessa sinossi del pilota ufficiale (in onda nel 2011) ma aveva differenze sia estetiche che sostanziali. Questi inclusi:
- Animazione più grezza
- Modelli caratteriali con nasi più lunghi
- Bob indossa una canottiera bianca (nella serie indossa una maglietta bianca)
- Il figlio maggiore è maschio e si chiama Daniel. Nell'episodio pilota, il dialogo di Tina è quasi lo stesso di Daniel e la caratterizzazione vocale di Dan Mintz è la stessa, nonostante sia stata trasformata in personaggio femminile.
- L'introduzione ha rallentato l'animazione a causa del budget
- Nel pilota sono stati aggiunti dialoghi e elementi di trama aggiuntivi: una scena in cui la comunità reagisce male all'avviso di sicurezza della salute del ristorante con Bob che affronta Hugo, e una conclusione che avvolge gli elementi della trama.
- Questo materiale extra ha esteso la durata degli episodi da tredici minuti e mezzo a ventuno minuti e mezzo.
- La trama dello show doveva essere che i Belcher erano veramente una famiglia cannibale che usava la carne umana per gli hamburger.

L'episodio pilota originale è contenuto nel DVD della prima stagione, pubblicato il 17 aprile 2012.

### Sviluppo

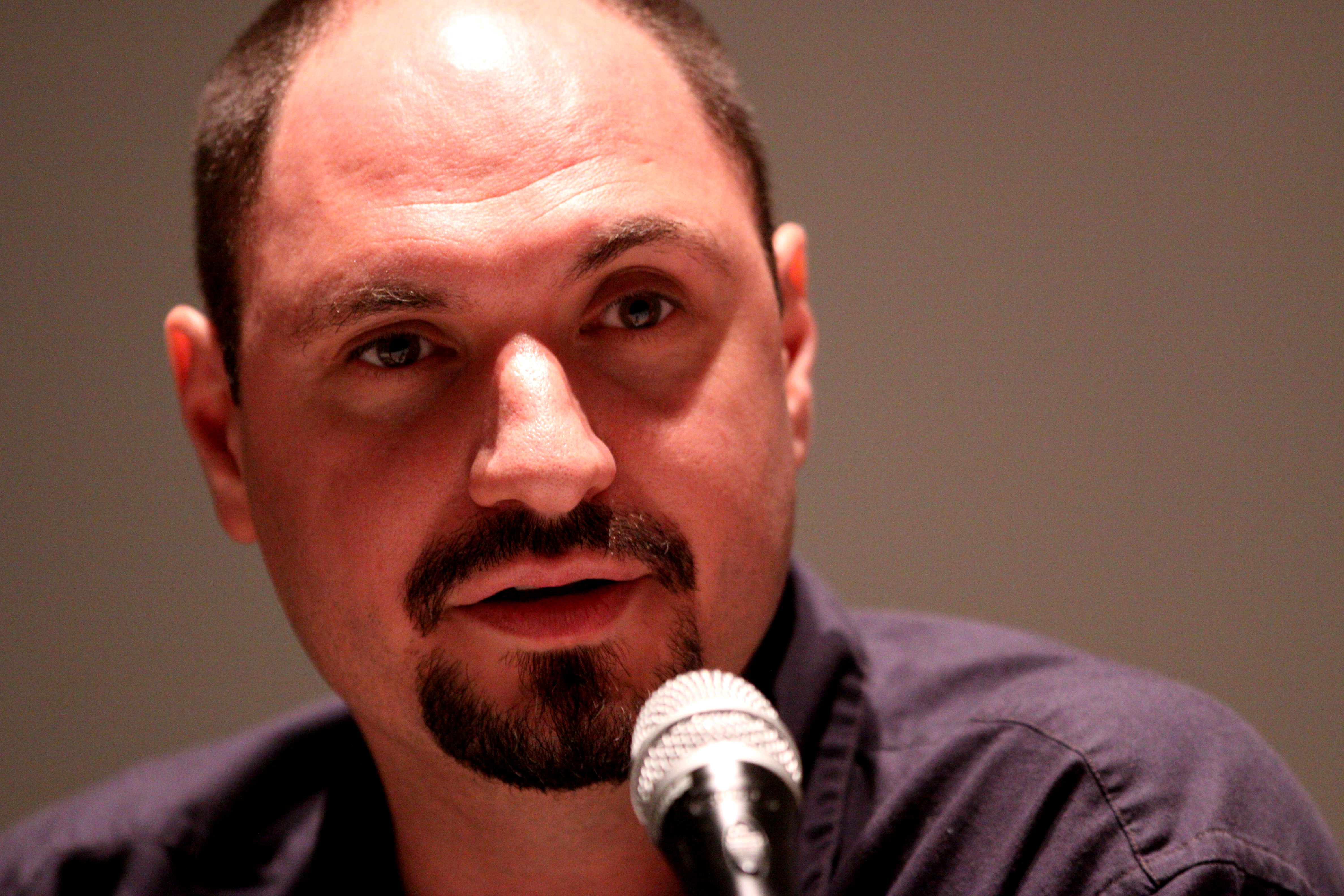
Loren Bouchard, il creatore della serie.

Bob's Burgers è apparso per la prima volta nella lista di sviluppo della Fox il 6 agosto 2009. Il 1 ° dicembre 2009, Fox ha ordinato 13 episodi per la prima stagione. Il 17 maggio 2010, Fox ha collocato la serie nella lista dei programmi in prima serata per la stagione televisiva 2010-11. Un'anteprima speciale è stata trasmessa il 25 novembre 2010, nel giorno del ringraziamento.

### Produttori esecutivi
Il creatore della serie, Loren Bouchard, è il produttore esecutivo, insieme allo sviluppatore Jim Dauterive. Dan Fybel e Rich Rinaldi sono stati promossi a produttori esecutivi durante la sesta stagione.

### Sceneggiatura
Il gruppo di sceneggiatori comprende: Loren Bouchard, Jim Dauterive, Scott Jacobson, Lizzie Molyneux, Wendy Molyneux, Holly Schlesinger, Nora Smith, Steven Davis, Kelvin Yu, Dan Fybel, Rich Rinaldi, Jon Schroeder e Greg Thompson. H. Jon Benjamin, Rachel Hastings, Justin Hook, Dan Mintz e Mike Olsen hanno anche scritto o co-sceneggiato episodi.

### Doppiatori
Bob's Burgers ha cinque membri principali del cast: H. Jon Benjamin nei panni di Bob Belcher, John Roberts nel ruolo di Linda Belcher, Dan Mintz nei panni di Tina Belcher, Eugene Mirman nel ruolo di Gene Belcher e Kristen Schaal nel ruolo di Louise Belcher.

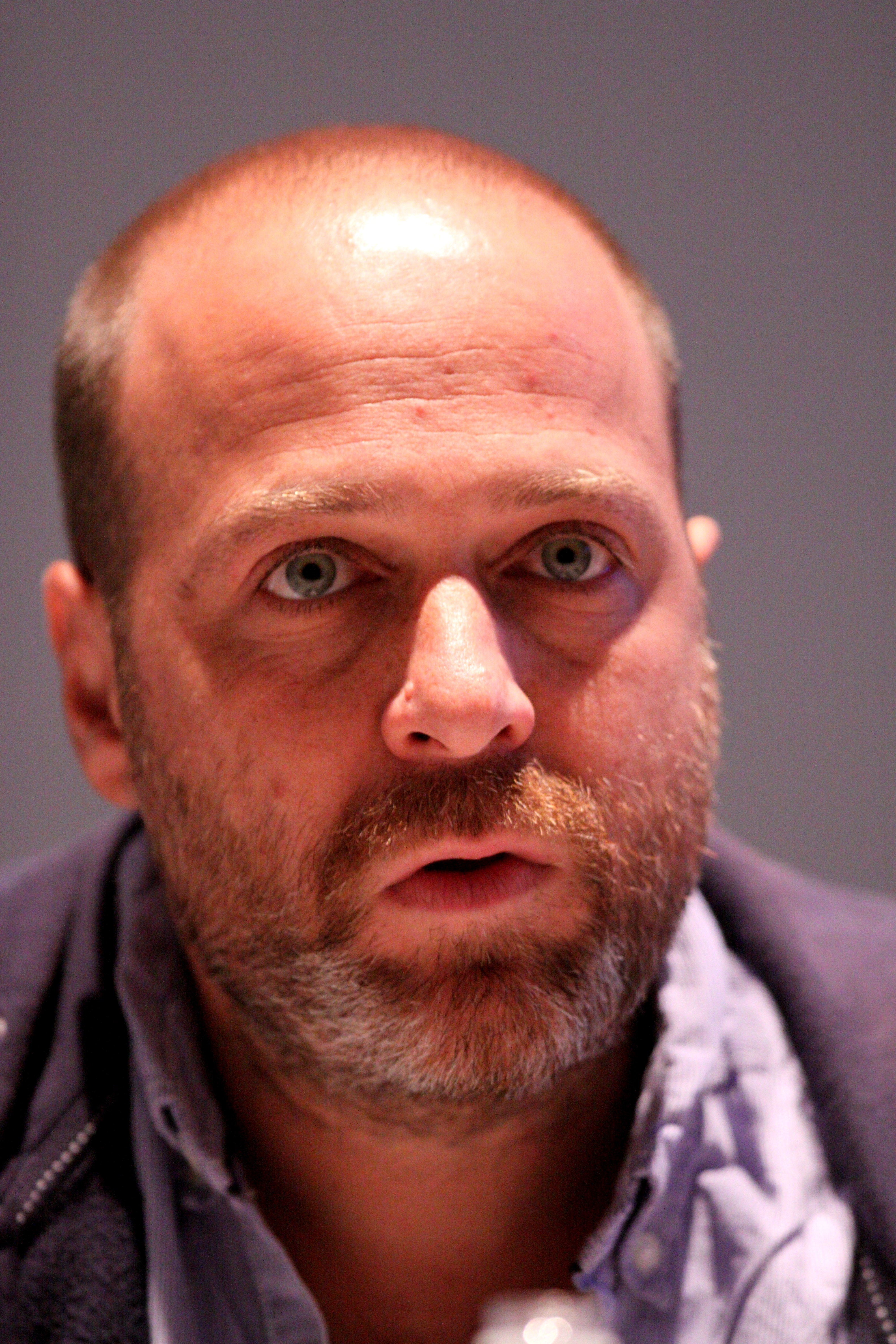
H. Jon Benjamin al San Diego Comic-Con nel 2010
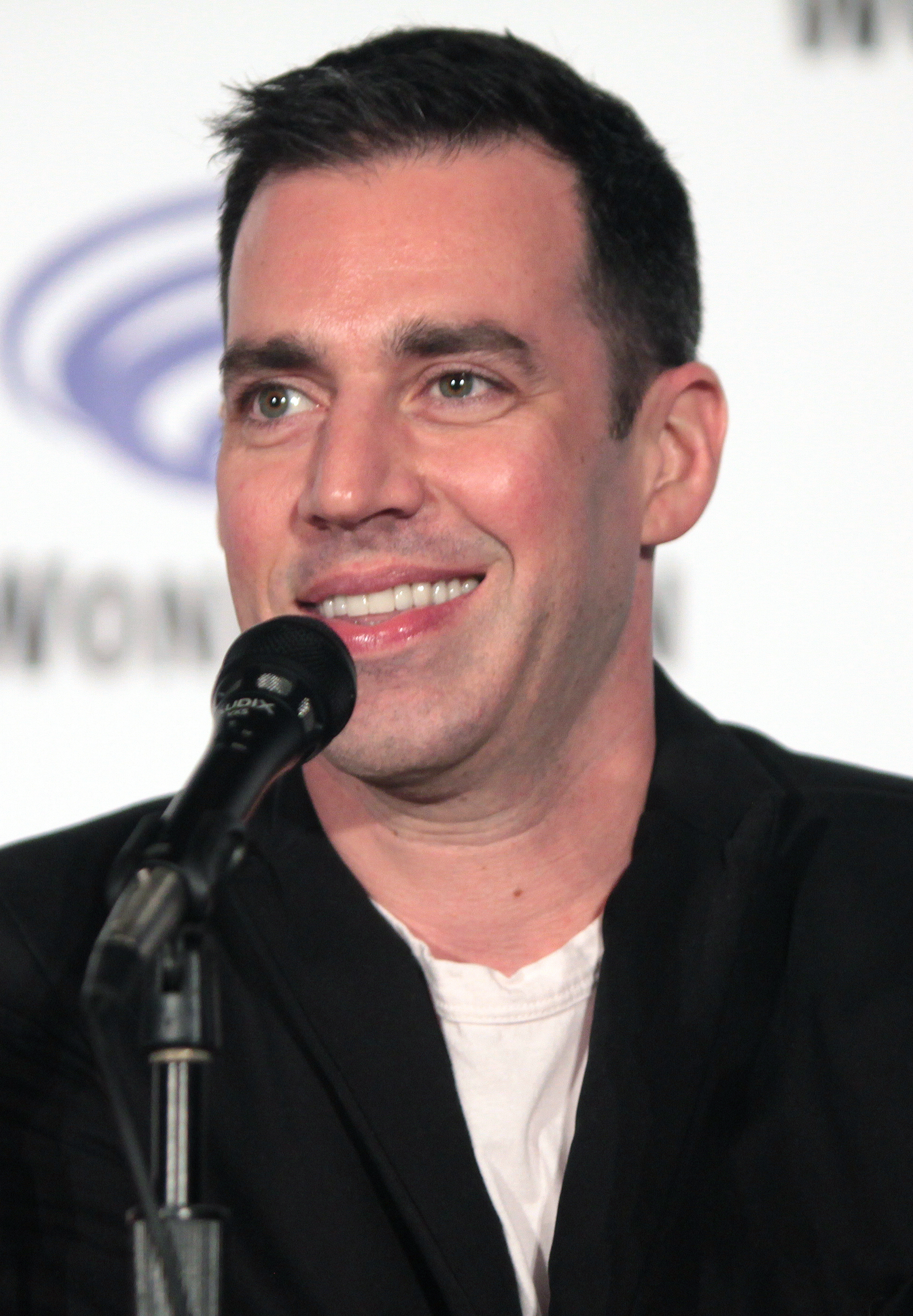
John Roberts al WonderCon nel 2016
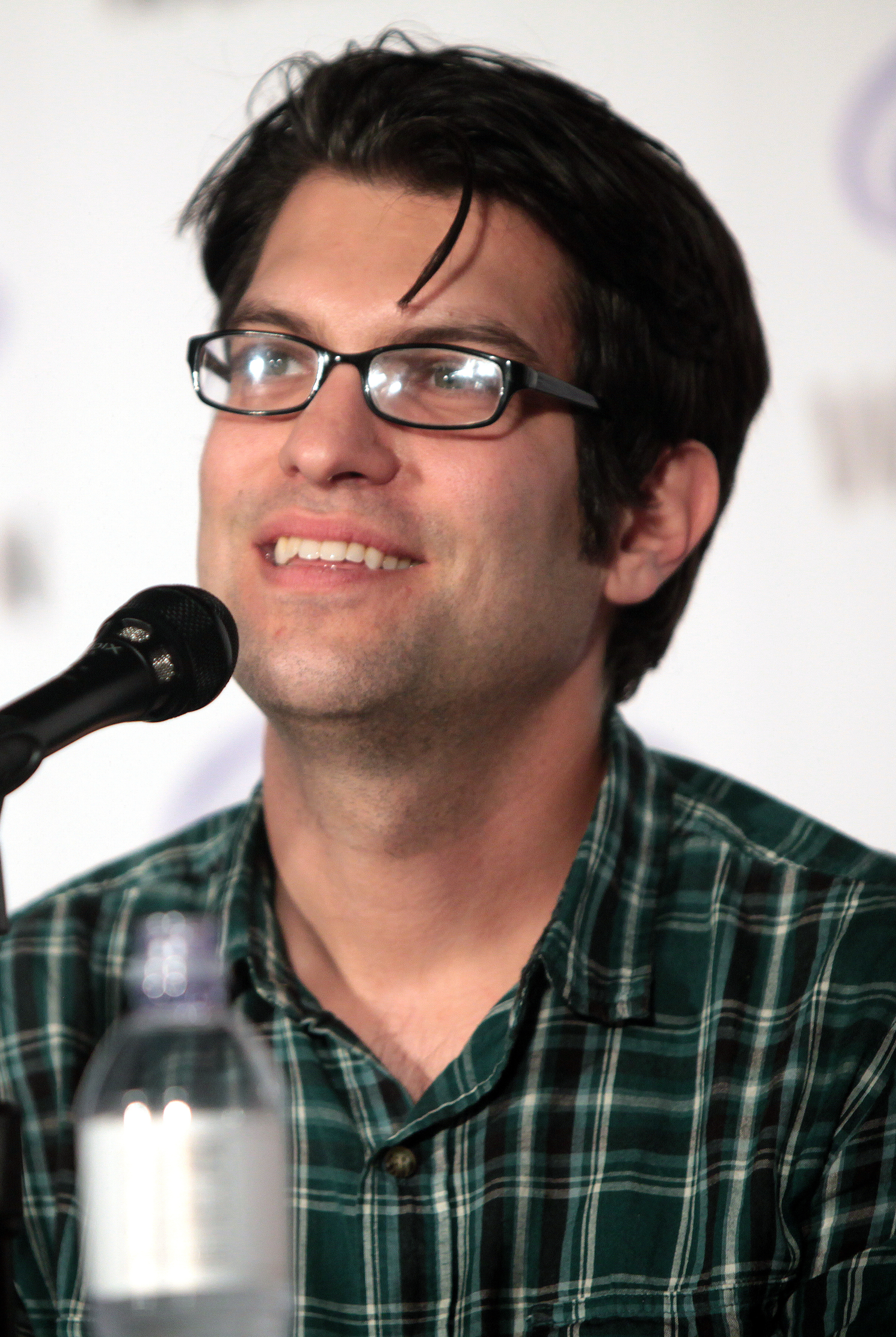
Dan Mintz al WonderCon nel 2016
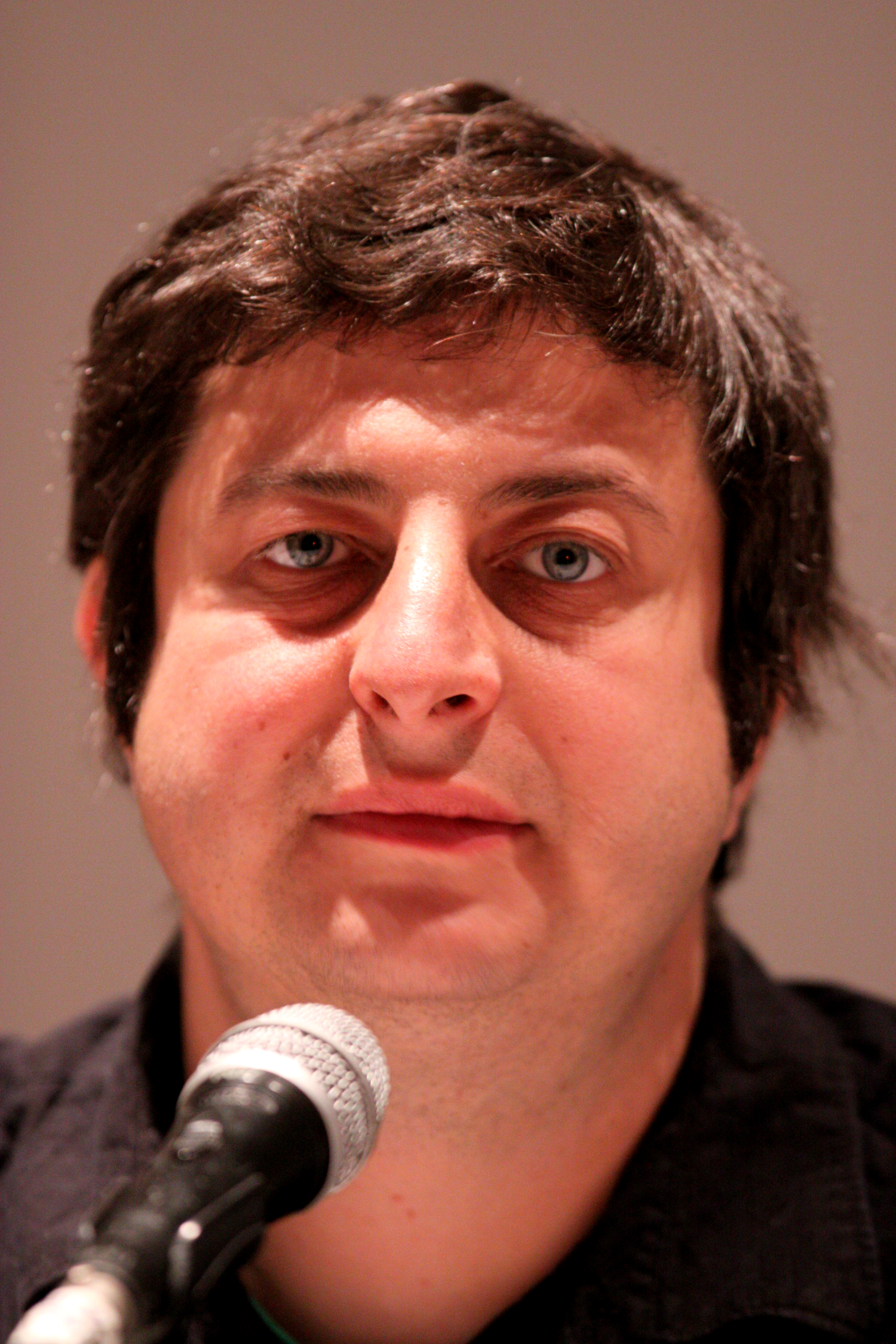
Eugene Mirman al San Diego Comic-Con nel 2010
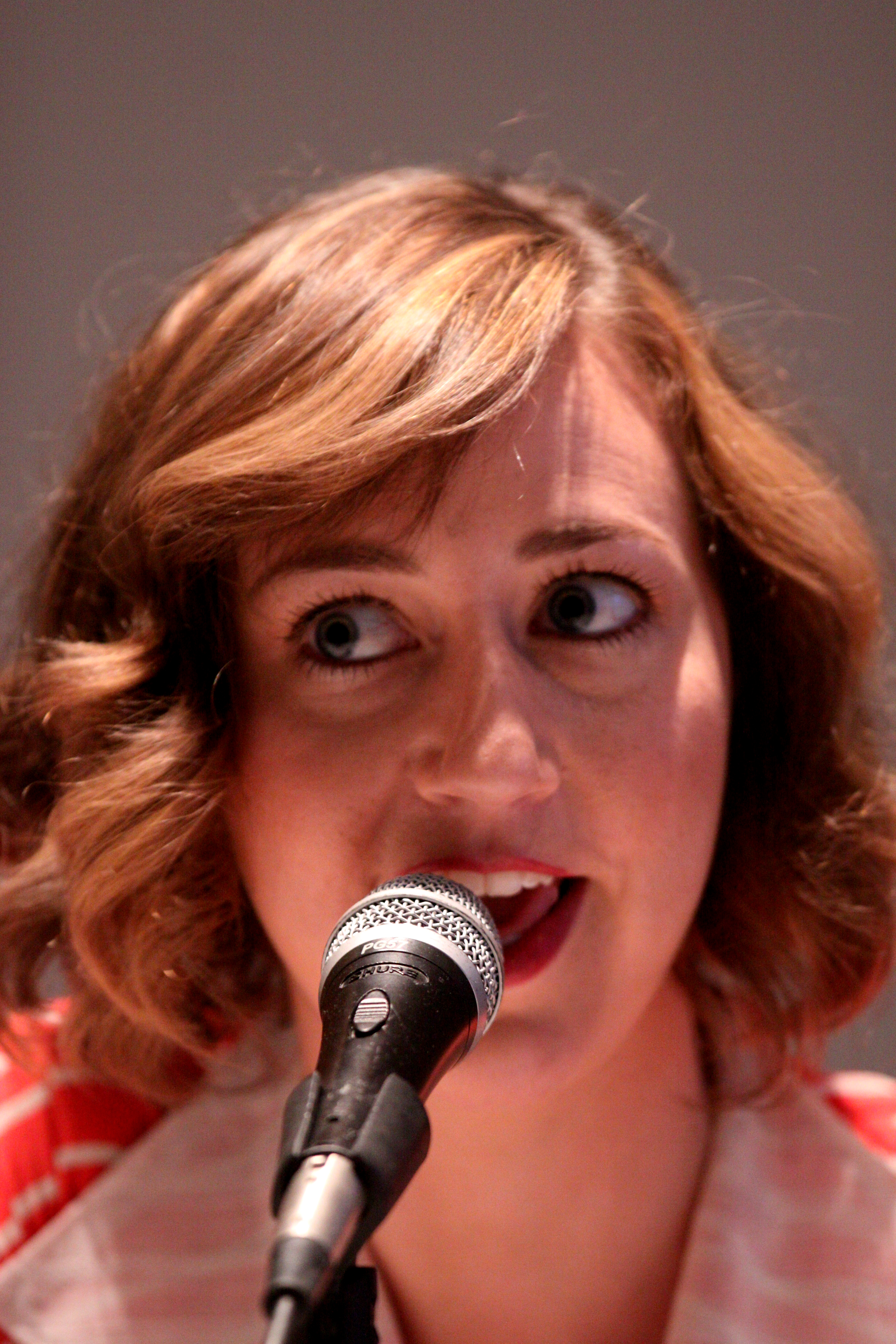
Kristen Schaal al San Diego Comic-Con nel 2010

## Accoglienza
Bob's Burgers ha inizialmente ricevuto recensioni contrastanti per la prima stagione, con un punteggio di 54 su 100 su Metacritic. Tuttavia, con la seconda stagione, ha raggiunto un punteggio di 78 su 100, dimostrando un aumento di popolarità. Rotten Tomatoes ha dato alla prima stagione un gradimento 58% ammettendo che, pur avendo un potenziale, ha bisogno di trovare il suo "ritmo". Il Washington Post descrisse la serie come "inutilmente volgare e noioso", mentre Reuters affermò che "non è saggio e necessario, lanciare una sitcom animata su Fox che sembra intenzionata a scimmiottare il quoziente di volgarità de I Griffin".
Tuttavia, tra la conclusione della prima stagione e l'inizio della seconda, i critici hanno iniziato a elogiare la serie.
The A.V. Club ha votato Bob's Burgers come 10º miglior programma TV del 2012, il 3º miglior spettacolo del 2013, il 20º miglior spettacolo del 2014, e il 35º miglior spettacolo del 2015.

## Riconoscimenti
| Anno | Premio                            | Categoria                                               | Nomination                                                           | Risultato | Note                                             |
| ---- | --------------------------------- | ------------------------------------------------------- | -------------------------------------------------------------------- | --------- | ------------------------------------------------ |
| 2011 | Teen Choice Awards                | Miglior cartone animato                                 | Bob's Burgers                                                        | Nominato  | [ 32 ]                                           |
| 2012 | Critics' Choice Awards            | Miglior serie animata                                   | Bob's Burgers                                                        | Nominato  | [ 33 ] [ 34 ] [ 35 ]                             |
| 2012 | Teen Choice Awards                | Miglior cartone animato                                 | Bob's Burgers                                                        | Nominato  | [ 33 ] [ 34 ] [ 35 ]                             |
| 2012 | Emmy Award                        | Miglior episodio per una serie animata                  | Il boss degli hamburger                                              | Nominato  | [ 33 ] [ 34 ] [ 35 ]                             |
| 2013 | Artios Award                      | Miglior realizzazione in casting                        | Julie Ashton                                                         | Nominato  | [ 36 ] [ 37 ] [ 38 ] [ 39 ]                      |
| 2013 | Annie Award                       | Miglior produzione televisiva animata                   | Moto e bebè                                                          | Nominato  | [ 36 ] [ 37 ] [ 38 ] [ 39 ]                      |
| 2013 | Teen Choice Awards                | Miglior cartone animato                                 | Bob's Burgers                                                        | Nominato  | [ 36 ] [ 37 ] [ 38 ] [ 39 ]                      |
| 2013 | Emmy Award                        | Miglior episodio per una serie animata                  | La tazza parlante                                                    | Nominato  | [ 36 ] [ 37 ] [ 38 ] [ 39 ]                      |
| 2014 | Annie Award                       | Miglior produzione televisiva animata                   | Bob's Burgers                                                        | Nominato  | [ 40 ] [ 41 ] [ 42 ]                             |
| 2014 | Critics' Choice Awards            | Miglior serie animata                                   | Bob's Burgers                                                        | Nominato  | [ 40 ] [ 41 ] [ 42 ]                             |
| 2014 | Emmy Award                        | Miglior episodio per una serie animata                  | Il Bat Mitzvah di Tina                                               | Vinto     | [ 40 ] [ 41 ] [ 42 ]                             |
| 2015 | People's Choice Awards            | Serie d'animazione preferita                            | Bob's Burgers                                                        | Nominato  | [ 43 ] [ 44 ] [ 45 ] [ 46 ] [ 47 ] [ 48 ] [ 49 ] |
| 2015 | Artios Award                      | Miglior realizzazione in casting                        | Julie Ashton                                                         | Nominato  | [ 43 ] [ 44 ] [ 45 ] [ 46 ] [ 47 ] [ 48 ] [ 49 ] |
| 2015 | Annie Award                       | Miglior produzione televisiva animata                   | Bob's Burgers                                                        | Nominato  | [ 43 ] [ 44 ] [ 45 ] [ 46 ] [ 47 ] [ 48 ] [ 49 ] |
| 2015 | Annie Award                       | Miglior regia in una produzione televisiva d'animazione | Jennifer Coyle e Bernard Derriman                                    | Nominato  | [ 43 ] [ 44 ] [ 45 ] [ 46 ] [ 47 ] [ 48 ] [ 49 ] |
| 2015 | Writers Guild of America Award    | Miglior produzione televisiva d'animazione              | Greg Thompson per Bob e il grande compito                            | Nominato  | [ 43 ] [ 44 ] [ 45 ] [ 46 ] [ 47 ] [ 48 ] [ 49 ] |
| 2015 | Writers Guild of America Award    | Miglior produzione televisiva d'animazione              | Nora Smith per La guerra dei musical                                 | Nominato  | [ 43 ] [ 44 ] [ 45 ] [ 46 ] [ 47 ] [ 48 ] [ 49 ] |
| 2015 | Critics' Choice Television Awards | Miglior serie animata                                   | Bob's Burgers                                                        | Nominato  | [ 43 ] [ 44 ] [ 45 ] [ 46 ] [ 47 ] [ 48 ] [ 49 ] |
| 2015 | Emmy Awards                       | Miglior episodio per una serie animata                  | La coppia cupido                                                     | Nominato  | [ 43 ] [ 44 ] [ 45 ] [ 46 ] [ 47 ] [ 48 ] [ 49 ] |
| 2015 | Emmy Awards                       | Miglior doppiaggio                                      | Buon compleanno, Linda                                               | Nominato  | [ 43 ] [ 44 ] [ 45 ] [ 46 ] [ 47 ] [ 48 ] [ 49 ] |
| 2015 | Environmental Media Awards        | Television Episodic Comedy                              | L'orto urbano di Bob                                                 | Nominato  | [ 43 ] [ 44 ] [ 45 ] [ 46 ] [ 47 ] [ 48 ] [ 49 ] |
| 2016 | People's Choice Awards            | Serie d'animazione preferita                            | Bob's Burgers                                                        | Nominato  | [ 50 ] [ 51 ] [ 52 ] [ 53 ] [ 54 ] [ 55 ] [ 56 ] |
| 2016 | Critics' Choice Television Awards | Miglior serie animata                                   | Bob's Burgers                                                        | Nominato  | [ 50 ] [ 51 ] [ 52 ] [ 53 ] [ 54 ] [ 55 ] [ 56 ] |
| 2016 | Artios Award                      | Miglior realizzazione in casting                        | Julie Ashton                                                         | Vinto     | [ 50 ] [ 51 ] [ 52 ] [ 53 ] [ 54 ] [ 55 ] [ 56 ] |
| 2016 | Annie Awards                      | Miglior produzione televisiva d'animazione generale     | La coppia cupido                                                     | Nominato  | [ 50 ] [ 51 ] [ 52 ] [ 53 ] [ 54 ] [ 55 ] [ 56 ] |
| 2016 | Annie Awards                      | Miglior doppiaggio                                      | Kristen Schaal per Una missione speciale                             | Vinto     | [ 50 ] [ 51 ] [ 52 ] [ 53 ] [ 54 ] [ 55 ] [ 56 ] |
| 2016 | Annie Awards                      | Miglior sceneggiatura                                   | Steven Davis e Kelvin Yu per La casa stregata                        | Vinto     | [ 50 ] [ 51 ] [ 52 ] [ 53 ] [ 54 ] [ 55 ] [ 56 ] |
| 2016 | Writers Guild of America Award    | Miglior sceneggiatura televisiva d'animazione           | Lizzie Molyneux e Wendy Molyneux per Gayle e slittino-Bob            | Nominato  | [ 50 ] [ 51 ] [ 52 ] [ 53 ] [ 54 ] [ 55 ] [ 56 ] |
| 2016 | Writers Guild of America Award    | Miglior sceneggiatura televisiva d'animazione           | Dan Fybel per La casa trappola                                       | Vinto     | [ 50 ] [ 51 ] [ 52 ] [ 53 ] [ 54 ] [ 55 ] [ 56 ] |
| 2016 | Emmy Award                        | Miglior episodio per una serie animata                  | Jericho                                                              | Nominato  | [ 50 ] [ 51 ] [ 52 ] [ 53 ] [ 54 ] [ 55 ] [ 56 ] |
| 2017 | People's Choice Awards            | Serie d'animazione preferita                            | Bob's Burgers                                                        | Nominato  | [ 57 ] [ 58 ] [ 59 ] [ 60 ]                      |
| 2017 | Annie Award                       | Miglior produzione televisiva d'animazione generale     | L'appiccico: dov'è il mio Bob?                                       | Vinto     | [ 57 ] [ 58 ] [ 59 ] [ 60 ]                      |
| 2017 | Annie Award                       | Miglior sonoro                                          | Loren Bouchard e John Dylan Keith per L'appiccico: dov'è il mio Bob? | Nominato  | [ 57 ] [ 58 ] [ 59 ] [ 60 ]                      |
| 2017 | Annie Award                       | Miglior sceneggiatura                                   | Lizzie Molyneux e Wendy Molyneux per Gli Ormoniums                   | Vinto     | [ 57 ] [ 58 ] [ 59 ] [ 60 ]                      |
| 2017 | Teen Choice Awards                | Miglior serie animata                                   | Bob's Burgers                                                        | Nominato  | [ 57 ] [ 58 ] [ 59 ] [ 60 ]                      |
| 2017 | Emmy Award                        | Miglior episodio per una serie animata                  | Bob Actually                                                         | Vinto     | [ 57 ] [ 58 ] [ 59 ] [ 60 ]                      |
| 2017 | Emmy Award                        | Miglior doppiaggio                                      | Kevin Kline per L'ultima casa di marzapane sulla sinistra            | Nominato  | [ 57 ] [ 58 ] [ 59 ] [ 60 ]                      |
| 2018 | Critics' Choice Television Awards | Miglior serie animata                                   | Bob's Burgers                                                        | Nominato  | [ 61 ] [ 62 ] [ 63 ] [ 64 ]                      |
| 2018 | Writers Guild of America Awards   | Miglior produzione televisiva d'animazione              | Lizzie Molyneux e Wendy Molyneux per Lo yeti del brunch              | In attesa | [ 61 ] [ 62 ] [ 63 ] [ 64 ]                      |
| 2018 | Annie Award                       | Miglior editoria                                        | Mark Seymour, Chuck Smith, Eric Davidson per Bob Actually            | In attesa | [ 61 ] [ 62 ] [ 63 ] [ 64 ]                      |
| 2018 | Primetime Emmy Awards             | Miglior episodio per una serie animata                  | V per Vendetta di San Valentino                                      | Nominato  | [ 61 ] [ 62 ] [ 63 ] [ 64 ]                      |

## Film
Il 4 ottobre 2017, 20th Century Fox annuncia la realizzazione di un film che inizialmente era previsto nelle sale cinematografiche statunitensi il 9 aprile 2021 (data inizialmente fissata per il 17 luglio 2020 ma posticipata per la pandemia di COVID-19). È stato distribuito nelle sale statunitensi il 27 maggio 2022. Il creatore della serie Loren Bouchard ha annunciato che il film "gratterà ogni prurito che i fan dello show hanno mai avuto", pur essendo attraente per il nuovo pubblico.

## Fumetti
Nel settembre 2014 iniziò la pubblicazione di una serie a fumetti ispirata dalla serie, edita da Dynamite Entertainment.